# Ctenus
Ctenus és un gènere d'aranyes araneomorfes de la família dels ctènids (Ctenidae). És àmpliament distribuït, d'Amèrica del Sud a través d'Àfrica a Est Asia. El genus Ctenus va ser aixecat per Charles Athanase Walckenaer dins 1805, inicialment només per l'espècie Ctenus dubius.

## Taxonomia
Segons el World Spider Catalog del març de 2016, hi ha les següents espècies descrites del gènere Ctenus:
- Ctenus abditus Arts, 1912 – Congo, Tanzània
- Ctenus adustus (Keyserling, 1877) – Colòmbia
- Ctenus agroecoides (Thorell, 1881) – Queensland
- Ctenus albofasciatus F. O. Pickard-Cambridge, 1897 – Brasil
- Ctenus alienus F. O. Pickard-Cambridge, 1900 – Guatemala
- Ctenus amanensis Strand, 1907 – Àfrica Oriental
- Ctenus amphora Mello-Leitão, 1930 – Colòmbia, Brasil, Guyana
- Ctenus anahitaeformis Benoit, 1981 – Burundi
- Ctenus anahitiformis Strand, 1909 – Brasil
- Ctenus andamanensis Gravely, 1931 – Índia
- Ctenus angigitanus Roewer, 1938 – Nova Guinea
- Ctenus angularis Roewer, 1938 – I. Aru
- Ctenus argentipes Hasselt, 1893 – Sumatra
- Ctenus aruanus Strand, 1911 – I. Aru
- Ctenus auricomus Arts, 1912 – Àfrica Oriental i Central
- Ctenus avidus Bryant, 1948 – Hispaniola
- Ctenus bahamensis Strand, 1907 – I. Bahames
- Ctenus bantaengi Merian, 1911 – Cèlebes
- Ctenus barbatus Thorell, 1895 – Myanmar
- Ctenus bayeri Jäger, 2012 – Laos
- Ctenus beerwaldi Strand, 1906 – Àfrica Oriental
- Ctenus bicolor (Bertkau, 1880) – Brasil
- Ctenus bicostatus Thorell, 1890 – Borneo
- Ctenus bigibbosus Benoit, 1980 – Congo
- Ctenus bilobatus F. O. Pickard-Cambridge, 1900 – Mèxic
- Ctenus biprocessis Strand, 1906 – Etiòpia
- Ctenus blumenauensis Strand, 1909 – Brasil
- Ctenus bolivicola Strand, 1907 – Bolívia
- Ctenus bomdilaensis Tikader & Malhotra, 1981 – Índia
- Ctenus bowonglangi Merian, 1911 – Cèlebes
- Ctenus bueanus Strand, 1916 – Camerun
- Ctenus calcaratus F. O. Pickard-Cambridge, 1900 – Guatemala
- Ctenus calcarifer F. O. Pickard-Cambridge, 1902 – Borneo
- Ctenus calderitas Alayón, 2002 – Mèxic
- Ctenus caligineus Arts, 1912 – Àfrica Oriental i Central
- Ctenus captiosus Gertsch, 1935 – USA
- Ctenus capulinus (Karsch, 1879) – Àfrica Central i Occidental
- Ctenus catherine Polotow & Brescovit, 2012 – Jamaica
- Ctenus cavaticus Arts, 1912 – Congo, Angola
- Ctenus celebensis Pocock, 1897 – Cèlebes
- Ctenus celisi Benoit, 1981 – Congo
- Ctenus ceylonensis F. O. Pickard-Cambridge, 1897 – Sri Lanka
- Ctenus cladarus Jäger, 2012 – Myanmar
- Ctenus clariventris Strand, 1906 – Etiòpia
- Ctenus coccineipes Pocock, 1903 – Àfrica Central i Occidental
- Ctenus cochinensis Gravely, 1931 – Índia
- Ctenus Colòmbianus Mello-Leitão, 1941 – Colòmbia
- Ctenus colonicus Arts, 1912 – Àfrica Oriental
- Ctenus complicatus Franganillo, 1946 – Cuba
- Ctenus constrictus Benoit, 1981 – Congo
- Ctenus convexus F. O. Pickard-Cambridge, 1900 – de Mèxic a Costa Rica
- Ctenus corniger F. O. Pickard-Cambridge, 1898 – Àfrica del Sud
- Ctenus cruciatus Franganillo, 1930 – Cuba
- Ctenus crulsi Mello-Leitão, 1930 – Brasil
- Ctenus curvipes (Keyserling, 1881) – Panamà
- Ctenus dangsus Reddy & Patel, 1994 – Índia
- Ctenus darlingtoni Bryant, 1948 – Hispaniola
- Ctenus datus Strand, 1909 – Ecuador
- Ctenus decemnotatus Simon, 1910 – Guinea-Bissau
- Ctenus decorus (Gerstäcker, 1873) – Àfrica Oriental
- Ctenus delesserti (Caporiacco, 1947) – Guyana
- Ctenus denticulatus Benoit, 1981 – Congo
- Ctenus dilucidus Simon, 1910 – Congo
- Ctenus doloensis Caporiacco, 1940 – Etiòpia
- Ctenus drassoides (Karsch, 1879) – Colòmbia
- Ctenus dreyeri Strand, 1906 – Camerun
- Ctenus dubius Walckenaer, 1805 (espècie tipus) – Guaiana Francesa
- Ctenus efferatus Arts, 1912 – Congo
- Ctenus elgonensis Benoit, 1978 – Kenya
- Ctenus ellacomei F. O. Pickard-Cambridge, 1902 – Surinam
- Ctenus embolus Benoit, 1981 – Congo
- Ctenus eminens Arts, 1912 – Togo, Ivory Coast
- Ctenus ensiger F. O. Pickard-Cambridge, 1900 – Mèxic
- Ctenus esculentus Arts, 1912 – Camerun, Congo
- Ctenus excavatus F. O. Pickard-Cambridge, 1900 – Mèxic
- Ctenus exlineae Peck, 1981 – USA
- Ctenus facetus Arts, 1912 – Congo, Àfrica Oriental
- Ctenus falcatus F. O. Pickard-Cambridge, 1902 – St. Lucia
- Ctenus falciformis Benoit, 1981 – Congo
- Ctenus falconensis Schenkel, 1953 – Veneçuela
- Ctenus fallax Steyn & Van der Donckt, 2003 – Costa d'Ivori
- Ctenus fasciatus Mello-Leitão, 1943 – Brasil
- Ctenus fernandae Brescovit & Simó, 2007 – Brasil
- Ctenus feshius Benoit, 1979 – Congo
- Ctenus flavidus Hogg, 1922 – Vietnam
- Ctenus floweri F. O. Pickard-Cambridge, 1897 – Malàisia
- Ctenus goaensis Bastawade & Borkar, 2008 – Índia
- Ctenus griseus Keyserling, 1891 – Brasil
- Ctenus guadalupei Mello-Leitão, 1941 – Guadeloupe
- Ctenus guantanamo (Alayón, 2001) – Cuba
- Ctenus gulosus Arts, 1912 – Àfrica del Sud
- Ctenus haina Alayón, 2004 – Hispaniola
- Ctenus haitiensis Strand, 1909 – Hispaniola
- Ctenus hibernalis Hentz, 1844 – USA
- Ctenus hiemalis Bryant, 1948 – Hispaniola
- Ctenus himalayensis Gravely, 1931 – Índia
- Ctenus holmi Benoit, 1978 – Kenya
- Ctenus holthoffi Jäger, 2012 – Laos
- Ctenus hosei F. O. Pickard-Cambridge, 1897 – Borneo
- Ctenus humilis (Keyserling, 1887) – Nicaragua
- Ctenus hygrophilus Benoit, 1977 – Congo
- Ctenus idjwiensis Benoit, 1979 – Congo
- Ctenus inaja Höfer, Brescovit & Gasnier, 1994 – Colòmbia, Peru, Bolívia, Brasil
- Ctenus incolans F. O. Pickard-Cambridge, 1900 – Guatemala, Costa Rica
- Ctenus indicus Gravely, 1931 – Índia
- Ctenus insulanus Bryant, 1948 – Hispaniola
- Ctenus jaminauensis Mello-Leitão, 1936 – Brasil
- Ctenus jaragua Alayón, 2004 – Hispaniola
- Ctenus javanus Pocock, 1897 – Java
- Ctenus kandyensis Kim & Ye, 2014 – Sri Lanka
- Ctenus kapuri Tikader, 1973 – Andaman Is.
- Ctenus kenyamontanus Benoit, 1978 – Kenya
- Ctenus kingsleyi F. O. Pickard-Cambridge, 1898 – Àfrica Central i Occidental
- Ctenus kipatimus Benoit, 1981 – Tanzània
- Ctenus kochi Simon, 1897 – Nova Guinea
- Ctenus lacertus Benoit, 1979 – Congo
- Ctenus latitabundus Arts, 1912 – Central, Àfrica Oriental
- Ctenus lejeunei Benoit, 1977 – Congo
- Ctenus leonardi Simon, 1910 – Àfrica Occidental
- Ctenus levipes Arts, 1912 – Tanzània
- Ctenus lishuqiang Jäger, 2012 – China
- Ctenus longicalcar Kraus, 1955 – El Salvador
- Ctenus longipes Keyserling, 1891 – Brasil
- Ctenus longipes vittatissimus Strand, 1916 – Brasil
- Ctenus lubwensis Benoit, 1979 – Congo
- Ctenus macellarius Simon, 1910 – Congo
- Ctenus maculatus Franganillo, 1931 – Cuba
- Ctenus maculisternis Strand, 1909 – Bolívia, Brasil
- Ctenus magnificus Arts, 1912 – Àfrica Occidental
- Ctenus malvernensis Petrunkevitch, 1910 – Jamaica
- Ctenus manauara Höfer, Brescovit & Gasnier, 1994 – Brasil
- Ctenus manni Bryant, 1948 – Hispaniola
- Ctenus marginatus Walckenaer, 1847 – Fiji, I. Solomon
- Ctenus martensi Jäger, 2012 – Nepal
- Ctenus medius Keyserling, 1891 – Panamà, Brasil
- Ctenus meghalayaensis Tikader, 1976 – Índia
- Ctenus minimus F. O. Pickard-Cambridge, 1897 – Nord-amèrica
- Ctenus minor F. O. Pickard-Cambridge, 1897 – Brasil
- Ctenus mirificus Arts, 1912 – Togo, Ivory Coast
- Ctenus mitchelli Gertsch, 1971 – Mèxic
- Ctenus modestus Simon, 1897 – Zanzibar, Kenya
- Ctenus monaghani Jäger, 2013 – Laos
- Ctenus monticola Bryant, 1948 – Hispaniola
- Ctenus musosanus Benoit, 1979 – Congo
- Ctenus naranjo Alayón, 2004 – Hispaniola
- Ctenus narashinhai Patel & Reddy, 1988 – Índia
- Ctenus natmataung Jäger & Minn, 2015 – Myanmar
- Ctenus nigritarsis (Pavesi, 1897) – Etiòpia
- Ctenus nigritus F. O. Pickard-Cambridge, 1897 – Brasil
- Ctenus nigrolineatus Berland, 1913 – Ecuador
- Ctenus nigromaculatus Thorell, 1899 – Central, Àfrica Occidental
- Ctenus noctuabundus Arts, 1912 – Kenya
- Ctenus obscurus (Keyserling, 1877) – Colòmbia
- Ctenus occidentalis F. O. Pickard-Cambridge, 1898 – Àfrica Occidental
- Ctenus oligochronius Arts, 1912 – Àfrica Oriental
- Ctenus ornatus (Keyserling, 1877) – Brasil
- Ctenus ottleyi (Petrunkevitch, 1930) – Puerto Rico
- Ctenus palembangensis Strand, 1906 – Sumatra
- Ctenus paranus Strand, 1909 – Brasil
- Ctenus parvoculatus Benoit, 1979 – Àfrica del Sud
- Ctenus parvus (Keyserling, 1877) – Colòmbia
- Ctenus paubrasil Brescovit & Simó, 2007 – Brasil
- Ctenus pauloterrai Brescovit & Simó, 2007 – Brasil
- Ctenus peregrinus F. O. Pickard-Cambridge, 1900 – Guatemala, Costa Rica
- Ctenus peregrinus sapperi Strand, 1916 – Guatemala
- Ctenus pergulanus Arts, 1912 – Àfrica Central i Occidental
- Ctenus periculosus Bristowe, 1931 – Krakatau
- Ctenus philippinensis F. O. Pickard-Cambridge, 1897 – Philippines
- Ctenus pilosus Thorell, 1899 – Àfrica Central i Occidental
- Ctenus pilosus Franganillo, 1930 – Cuba
- Ctenus pingu Jäger & Minn, 2015 – Myanmar
- Ctenus pogonias Thorell, 1899 – Camerun
- Ctenus polli Hasselt, 1893 – Sumatra
- Ctenus potteri Simon, 1901 – Etiòpia, Bioko
- Ctenus pulchriventris (Simon, 1897) – Zimbabwe, Àfrica del Sud
- Ctenus pulvinatus Thorell, 1890 – Borneo
- Ctenus quinquevittatus Strand, 1907 – Àfrica del Sud
- Ctenus racenisi Caporiacco, 1955 – Venezuela
- Ctenus ramosi Alayón, 2002 – Cuba
- Ctenus ramosus Thorell, 1887 – Myanmar
- Ctenus ravidus (Simon, 1886) – Argentina
- Ctenus rectipes F. O. Pickard-Cambridge, 1897 – Brasil, Guyana
- Ctenus renivulvatus Strand, 1906 – Ghana
- Ctenus rivulatus Pocock, 1899 – Camerun, Gabon
- Ctenus robustus Thorell, 1897 – Myanmar, Laos
- Ctenus rubripes Keyserling, 1881 – Panamà, Ecuador
- Ctenus rufisternis Pocock, 1899 – New Britain
- Ctenus rwandanus Benoit, 1981 – Rwanda
- Ctenus saci Ono, 2010 – Vietnam
- Ctenus sagittatus Giltay, 1935 – Cèlebes
- Ctenus saltensis Strand, 1909 – Argentina, Bolívia
- Ctenus sarawakensis F. O. Pickard-Cambridge, 1897 – Borneo
- Ctenus satanas Strand, 1909 – Ecuador
- Ctenus schneideri Strand, 1906 – Àfrica Occidental
- Ctenus serratipes F. O. Pickard-Cambridge, 1897 – Venezuela, Guyana, Brasil
- Ctenus serrichelis Mello-Leitão, 1922 – Brasil
- Ctenus sexmaculatus Roewer, 1961 – Senegal
- Ctenus siankaan Alayón, 2002 – Mèxic
- Ctenus sigma (Schenkel, 1953) – Venezuela
- Ctenus sikkimensis Gravely, 1931 – Índia
- Ctenus silvaticus Benoit, 1981 – Congo
- Ctenus similis F. O. Pickard-Cambridge, 1897 – Brasil
- Ctenus simplex Thorell, 1897 – Myanmar, Laos
- Ctenus sinuatipes F. O. Pickard-Cambridge, 1897 – Panamà, Costa Rica
- Ctenus somaliensis Benoit, 1979 – Somalia
- Ctenus spectabilis Lessert, 1921 – Central, Àfrica Oriental
- Ctenus spiculus F. O. Pickard-Cambridge, 1897 – Colòmbia
- Ctenus spiralis F. O. Pickard-Cambridge, 1900 – Costa Rica
- Ctenus supinus F. O. Pickard-Cambridge, 1900 – Costa Rica
- Ctenus tenuipes Denis, 1955 – Guinea
- Ctenus theodorianum Jäger, 2012 – Laos
- Ctenus thorelli F. O. Pickard-Cambridge, 1897 – Sri Lanka
- Ctenus transvaalensis Benoit, 1981 – Àfrica del Sud
- Ctenus trinidensis (Alayón, 2001) – Trinidad
- Ctenus tumidulus (Simon, 1887) – Myanmar
- Ctenus tuniensis Patel & Reddy, 1988 – Índia
- Ctenus uluguruensis Benoit, 1979 – Tanzània
- Ctenus undulatus Steyn & Van der Donckt, 2003 – Ivory Coast
- Ctenus unilineatus Simon, 1897 – St. Vincent
- Ctenus vagus Blackwall, 1866 – Àfrica Occidental
- Ctenus validus Denis, 1955 – Guinea
- Ctenus valverdiensis Peck, 1981 – EUA
- Ctenus valvularis (Hasselt, 1882) – Java, Sumatra
- Ctenus vatovae Caporiacco, 1940 – Etiòpia
- Ctenus vehemens Keyserling, 1891 – Brasil
- Ctenus vespertilio Mello-Leitão, 1941 – Colòmbia
- Ctenus villasboasi Mello-Leitão, 1949 – Colòmbia, Ecuador, Brasil
- Ctenus vividus Blackwall, 1865 – Àfrica Central
- Ctenus w-notatus Petrunkevitch, 1925 – Panamà
- Ctenus walckenaeri Griffith, 1833 – possiblement Sud-amèrica
- Ctenus yaeyamensis Yoshida, 1998 – Taiwan, Japó